# Kutbuddín Ajbak
Kutbuddín Ajbak (1150 – 1210) byl zakladatel Mamlúcké dynastie a prvním sultánem Dillíského sultanátu.

## Historie
Kutbuddín Ajbak se narodil tureckým rodičům v Turkestánu. V dětství byl prodán jako otrok a vyrůstal v Níšápúru v Persii, kde byl koupen místním gázím. Po smrti jeho pána byl prodán jeho synem a stal se otrokem Muhammada z Ghóru, který mu dal funkci Amir-i-Akhur, pán otroků.
Nicméně Ajbak byl jmenován do vojenského velení a stal se schopným generálem Muhammada z Ghóru. V roce 1193 po dobytí Dillí se jeho majitel vrátil zpět do Chorásánu a nechal vedení provincií severozápadní Indie jemu. Se svým hlavním sídlem v Dillí sjednotil území mezi řekami Gangou a Jamunou. Poté se zaměřil na Rádžpúty, kteří si stále bránili svou dominanci na tomto území. V letech 1195-1203 podnikal výpravy proti jejich pevnostem, zatímco Muhammad bin Bakhtiyar Khalji, jeden z Rádžpútů, dobyl Bihar a Bengálsko.
Když byl jeho pán Muhammad z Ghóru v roce 1206 zavražděn, stal se Ajbak jeho nástupcem. Technicky vzato byl stále otrokem, ale velmi rychle získal svobodu. Oženil se s dcerou Taj al-Din Yildize z Ghazni, jednoho z dalších nástupců Muhammada z Ghóru. Dále chytře uzavřel další manželství, aby posílil svou vládu. Vládl pouhé čtyři roky.

### Dílo
Ajbak přebudoval mešitu Qutb Minar v Dillí, hinduistický chrám a mešitu v Adžméru. Začal také budovat minaret a nový hinduistický chrám (dodnes možno navštívit základy a zbytky chrámu), který poté dostavěl jako památku na něj jeho nástupce Šamsuddín Iltutmiš.
Dochované zápisy popisují Ajbaka jako Malika (krále). Jeho mešita Qutb Minar stojí dodnes jako vzpomínka na jeho vítězství.
Smrt a následovník

Ajbak zemřel na následky zranění způsobených pádem z koně v roce 1210. Byl pohřben v Láhauru na Anarkali Bazaar. Jeho nástupce, Šamsuddín Iltutmiš, který díky jeho smrti získal moc, byl schopen vytvořit nezávislý Dillíský sultanát pod vládou Mamlúcké dynastie.
| Vládci Dillíského sultanátu z Mamlúcké dynastie | Vládci Dillíského sultanátu z Mamlúcké dynastie | Vládci Dillíského sultanátu z Mamlúcké dynastie |
| ----------------------------------------------- | ----------------------------------------------- | ----------------------------------------------- |
| Předchůdce: -                                   | 1206–1210 Kutbuddín Ajbak                       | Nástupce: Aram Šáh                              |